# Vangiók
A vangiók egy ókori germán törzs. A treverusok szomszédságában, az Ardennek túlsó oldalán éltek. Hozzájuk csatlakoznak átkelve a Rajnán a Treverusok egyes előkelőségei az aléziai ütközet után. Meghódításukat követően Iulius Caesar belőlük alkotta cohorsaival több csatát vívott, majd Britanniában teljesítettek szolgálatot.